# Noah Adamia
Noah Petrovich Adamia (em georgiano:  ნოე ადამია, em russo:  ой Петрович Адамия) (21 de dezembro de 1917 – Sebastopol, 3 de julho de 1942) foi um atirador soviético das forças marítimas soviéticas durante a Segunda Guerra Mundial e herói da União Soviética.
Ele participou no movimento de atiradores de Sebastopol e treinou pessoalmente cerca de 80 atiradores. Adamia é creditado com a morte de mais de 200 soldados alemães durante a batalha de Sebastopol, antes de ser morto em combate um dia antes do cerco ser levantado.